# Liste kroatisch-portugiesischer Städte- und Gemeindepartnerschaften
Diese Liste kroatisch-portugiesischer Städte- und Gemeindepartnerschaften führt die Städte- und Gemeindefreundschaften zwischen den Ländern Kroatien und Portugal auf.
Die beiden Hauptstädte Zagreb und Lissabon gingen 1977 eine erste Städtepartnerschaft ein, noch zu Zeiten der Zugehörigkeit Kroatiens zu Jugoslawien. Nach dem Austritt Kroatiens aus Jugoslawien 1991 und dem Beitritt des Landes zur EU 2013 kamen im Rahmen europäischer Initiativen zwei weitere dazu.

## Liste der Städtepartnerschaften und -freundschaften
| Kroatischer Ort | Portugiesischer Ort | Seit | Anmerkung                                           |
| --------------- | ------------------- | ---- | --------------------------------------------------- |
| Rovinj          | Sesimbra            | 2016 | im Rahmen der Douzelage                             |
| Tisno           | Samuel              | 2013 | im Rahmen der European Charter – Villages of Europe |
| Zagreb          | Lissabon            | 1977 |                                                     |